# Jan van Kessel
Jan van Kessel (Antuérpia, 1626-17 de abril de 1679) foi um artista flamenco especializado em naturezas mortas e flores. Tornou-se notório pelos fins didáticos e científicos de suas obras sobre a natureza. Foi aluno de Simon de Vos e, como acreditam muitos, também de Bruegel.